# Rauhia staminosa
Rauhia staminosa är en amaryllisväxtart som beskrevs av Pierfelice Ravenna. Rauhia staminosa ingår i släktet Rauhia och familjen amaryllisväxter. Inga underarter finns listade i Catalogue of Life.